# 하와이 주교육부

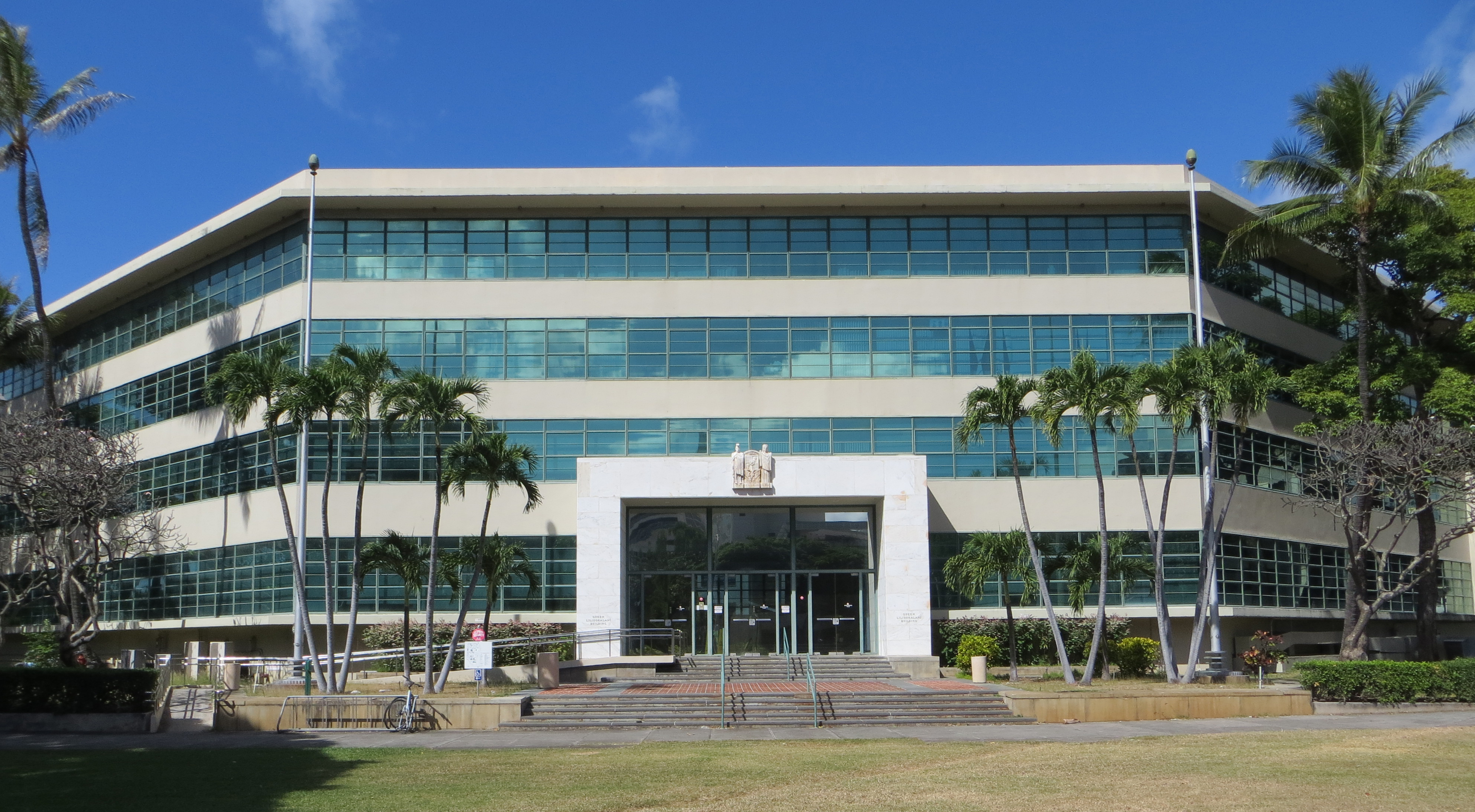
Queen Liliuokalani Building, 하와이 주교육부 본사

하와이 주교육부(영어: Hawai'i Department of Education)는 대부분이 일원화되어 있는, 미국의 주 전체에서 유일한 공공 교육 제도이다. 본부는 하와이주 호놀룰루 CDP 오아후섬 퀸 릴리우오칼라니 빌딩에 위치한다.

## 역사
카메하메하 3세가 1840년 10월 15일에 하와이의 첫 공공 교육 제도를 수립하였고, 이것은 하와이 주교육부가 미시시피강 서부의 가장 오래된 학교 제도가 되었다.

## 같이 보기
- 킬라우에아 스쿨